# Ле Шатељеов принцип
Ле Шатељеов принцип је хемијски принцип који говори о томе како промене услова под којима се одвија повратна хемијска реакција утичу на хемијску равнотежу. Уопштено, он би могао гласити овако: ако се на неки систем у равнотежи делује силом (промена концентрације, температуре или притиска), равнотежа система ће се померити у смеру одупирања овим променама. Зато што сваки повећан утицај реакције тежи да смањи, а смањени да повећа, како би се поново успоставила равнотежа. Дао га је Анри Луј Ле Шатеље.

## Примери

### Утицај концентрације
Разматрањем реакције разлагања азот-диоксида као примера, може се уочити утицај концентрација учесника реакције на хемијску равнотежу:
На повећање концентрације нпр.  систем ће одреаговати померањем равнотеже у смеру директне реакције, тако тежећи да делимично смањи наметнуто повећање концентрације. По истом принципу, равнотежа ће се померити удесно и смањењем концентрација NO и , док ће њихово повећање, као и смањење концентрације NO2, равнотежу померити улево, односно у смеру повратне реакције.

### Утицај температуре
У следећој реакцији директна реакција је егзотермна.
Будући да се систем одупире променама, смањењем температуре равнотежа ће се померити удесно (јер се у директној реакцији ослобађа температура надокнађујући смањење) и обратно, повећањем температуре реакционог система, равнотежа ће се померити улево, фаворизујући тако ендотермну реакцију разлагања амонијака.

### Утицај притиска
Претходна реакција је погодна и за илустрацију дејства овог фактора:
N2(g) + 3H2(g) ⇌ 2NH3(g)
Прво је потребно уочити број молова са једне и друге стране реакције. Како по Авогадровом закону један мол сваког гаса заузима исту запремину, повећање притиска реакционе смеше ових гасова ће равнотежу померити удесно, будући да четири мола заузимају већу запремину од два мола под истим условима. Наиме, само повећање притиска, уколико није изазвано променом запремине реакционог суда неће узроковати промене у равнотежи система, јер парцијални притисци свих гасова остају у истом односу. Тако, на пример, додавање инертног гаса у смешу неће утицати на равнотежу реакције (уколико се запремина суда одражава константном) иако ће свакако повећати укупни притисак. Међутим, променом запремине затвореног реакционог суда долази до промене парцијалних притисака гасова у смеши, и то помера равнотежу у страну са мање молова. Ово је посебно очигледно уколико се константа равнотеже изрази преко парцијалних притисака реактаната и производа реакције. Уколико је број молова са обе стране равнотеже исти, промена запремине неће утицати на равнотежу.
Један од најбољих примера примене Ле Шатељеовог принципа је у Хабер-Бошовом процесу. Евидентно је да се манипулисањем реакционим условима може утицати на одвијање повратних реакција и тако померањем равнотеже добијати бољи принос жељеног 